# Зайцеве (станція)
Зайцеве — проміжна залізнична станція Дніпровської дирекції залізничних перевезень Придніпровської залізниці на двоколійній електрифікованій  лінії Павлоград I — Синельникове I між станціями Павлоград I (20 км) та Синельникове I (18 км). Розташована в селі Зайцеве Синельниківського району Дніпропетровської області.

## Історія
Станція відкрита 1873 року під час будівництва Лозово-Севастопольської залізниці.
У 1965 році станція електрифікована постійним струмом (=3 кВ) в складі дільниці Лозова — Синельникове I.

## Пасажирське сполучення
На станції Зайцеве зупиняються приміські електропоїзди у лозівському та синельниківському напрямках.